# Schöffenbarfrei
Schöffenbarfrei (scepenbar vri) war im hohen Mittelalter eine Standesbezeichnung ähnlich wie semperfrei. Was damit gemeint ist, konnte nie restlos geklärt werden. Der Begriff spielt eine wichtige Rolle im Sachsenspiegel und taucht recht häufig in Urkunden des 12. und 13. Jahrhunderts in Nord- und Westdeutschland auf.

## Geschichte
Die Schöffenbarfreien waren eine privilegierte soziale Gruppe im mittelalterlichen Heiligen Römischen Reich, die durch königliche oder landesherrliche Privilegien eine besondere Stellung in der Gesellschaft und Gerichtsbarkeit genossen. Sie wirkten als Schöffen (Richter) in Hochgerichten, insbesondere in der Blutgerichtsbarkeit, und waren von lokalen Abgaben sowie von der Gerichtsbarkeit der Feudalherren befreit. Ihre Rolle und ihre Privilegien machten sie zu einer bedeutenden Elite innerhalb der freien Bevölkerung, die sich zwischen dem Bauernstand und dem niederen Adel bewegte.
Ursprung und Entwicklung
Die Schöffenbarfreien stammten oft aus freien Bauernfamilien oder dem niederen Adel. Sie erhielten ihre besondere rechtliche Stellung durch königliche oder landesherrliche Privilegien, die sie von der gewöhnlichen Gerichtsbarkeit befreiten und ihnen besondere Rechte in der Rechtsprechung einräumten. Ihr Status war in der Regel erblich und wurde von Generation zu Generation weitergegeben, was sie zu einer festen gesellschaftlichen Größe machte.
Erblichkeit des Schöffenstandes
Der Schöffenstand war in den meisten Fällen erblich, was es den Schöffenbarfreien ermöglichte, ihre Rechte und Privilegien an ihre Nachkommen weiterzugeben. Diese Erblichkeit trug dazu bei, eine soziale Elite innerhalb der freien Bevölkerung zu schaffen, die über Generationen hinweg ihre privilegierte Position aufrechterhielt.
Besitz und Heiratsverhalten
Schöffenbarfreie waren oft begütert, da sie Land besaßen und durch ihre privilegierte Stellung wirtschaftliche Vorteile genossen. Durch kluge Heiraten konnten sie ihren Besitz und ihren Einfluss weiter ausbauen. Sie heirateten in der Regel in ebenbürtige Stände – also andere freie oder privilegierte Familien – und manchmal auch in den niederen Adel, was ihren Status und ihren Einfluss weiter stärkte.
Rechtliche und soziale Stellung
Die Hauptaufgabe der Schöffenbarfreien bestand in ihrer Funktion als Richter in den Hochgerichten, die über schwere Straftaten wie Mord und Raub urteilten. Sie hatten das Recht, auch in der Blutgerichtsbarkeit Todesurteile zu fällen. Ihre Unabhängigkeit von der lokalen Herrschaft und ihre direkte Unterstellung unter die königliche Gerichtsbarkeit machten sie zu einer wichtigen Instanz im Rechtssystem des Heiligen Römischen Reiches.
Besonders im Rheinland, in Städten wie Köln, Bonn und Aachen, spielten Schöffenbarfreie eine zentrale Rolle in der städtischen Rechtsprechung. Auch in ländlichen Gebieten waren sie an der Gerichtsbarkeit beteiligt und nahmen eine angesehene Stellung ein.
Der Sachsenspiegel und Eike von Repgow
Eine der wichtigsten Quellen des mittelalterlichen Rechts, die auch die Schöffenbarfreien betrifft, ist der Sachsenspiegel, der im frühen 13. Jahrhundert von Eike von Repgow verfasst wurde. Der Sachsenspiegel ist das älteste bekannte deutsche Rechtsbuch und fasste das damalige Gewohnheitsrecht zusammen, darunter auch Bestimmungen über die Rechte und Pflichten von Schöffen.
Im Sachsenspiegel wird deutlich, dass Schöffen eine besondere Rolle in der Gerichtsbarkeit spielten, insbesondere im Hochgerichtswesen. Ihre Aufgabe war es, gemeinsam mit dem Richter Urteile zu fällen, und sie waren oftmals durch königliche Privilegien von Abgaben und lokalen Verpflichtungen befreit. Der Sachsenspiegel liefert einen Einblick in die damalige gesellschaftliche Hierarchie und die rechtlichen Rahmenbedingungen, unter denen die Schöffenbarfreien agierten.
Eike von Repgow betont im Sachsenspiegel, dass Schöffen, insbesondere Schöffenbarfreie, eine besondere Verantwortung für die Rechtsprechung tragen. Sie waren nicht nur Vertreter der Gerichtsbarkeit, sondern auch Garanten für die Einhaltung des Rechts innerhalb der Gemeinschaft.
Schöffenbarfreie und die Reichsgerichtsbarkeit
In seltenen Fällen konnten Schöffenbarfreie sogar über Fürsten und hohe Adelige zu Gericht sitzen, wenn diese vor einem Reichsgericht oder vor dem König selbst angeklagt wurden. Ihre Unabhängigkeit von der lokalen Gerichtsbarkeit und ihre direkte Unterstellung unter die königliche Gerichtsbarkeit machten sie zu geeigneten Richtern in solch hochrangigen Fällen. Solche Prozesse betrafen meist schwerwiegende Verbrechen wie Hochverrat oder andere schwere Vergehen gegen das Reichsrecht.
Der Stand der Schöffenbarfreien, der auf königliche Privilegien basierte und eine wichtige Rolle im mittelalterlichen und frühneuzeitlichen Rechtssystem spielte, wurde im Zuge der Reformen des 18. und 19. Jahrhunderts allmählich abgeschafft. Mit der Auflösung des Heiligen Römischen Reiches 1806 und der Einführung moderner Rechtsordnungen im Zuge der Französischen Revolution und der napoleonischen Reformen hörte dieser Stand in weiten Teilen Europas auf zu existieren.
Das Archiv der Familie Rey im Aachener Diözesanmuseum
Ein wichtiges Beispiel für die Rolle der Schöffenbarfreien ist das Archiv der Familie Rey, das im Aachener Diözesanmuseum aufbewahrt wird. Dieses Archiv umfasst Dokumente aus dem 15. bis 19. Jahrhundert und bietet wertvolle Einblicke in die Geschichte und rechtliche Stellung der Schöffenbarfreien über mehrere Jahrhunderte hinweg. Die Familie Rey war eine bedeutende Schöffenbarfreie Familie im Rheinland, deren Mitglieder in der regionalen und städtischen Gerichtsbarkeit von Aachen, Köln und Umgebung eine zentrale Rolle spielten. Das Archiv enthält Gerichtsdokumente, Urkunden und Familienpapiere, die das gesellschaftliche Leben und die rechtliche Stellung der Familie dokumentieren und ihre Funktion als Schöffenbarfreie verdeutlichen.